# Odontophora
De Odontophora zijn een superfamilie van zee-egels (Echinoidea) uit de orde Camarodonta.

## Families
- Echinometridae Gray, 1855
- Strongylocentrotidae Gregory, 1900
- Toxopneustidae Troschel, 1872